# Łódzkie Spotkania Teatralne
Łódzkie Spotkania Teatralne (Die Lodzer Theatertreffen) ist eines der wichtigsten Festivals des Alternativtheaters in Polen, geht auf den Anfang der 1960er Jahre zurück, erst als akademische Theaterschau und dann, seit den 1970er Jahren, wird es zu einem Ort des Zusammentreffens wichtigster polnischer Alternativtheatergruppen.
Das Festival ist die älteste kulturelle Veranstaltung in Łódź und wird vom Łódzki Dom Kultury (Lodzer Kulturhaus) organisiert.